# Sebastian Girtler
Sebastian Girtler (ur. 18 stycznia 1767 w Krakowie, zm. 15 sierpnia 1833 w Krzeszowicach) – polski lekarz i filozof, naukowiec, rektor Uniwersytetu Jagiellońskiego w latach 1826–1831 i prezes Towarzystwa Naukowego Krakowskiego w latach 1821–1823 i 1826–1831.

## Życiorys
Urodził się w 1767 w Krakowie, w 1791 na Szkole Głównej Koronnej uzyskał doktorat z filozofii, a w 1795, na Uniwersytecie w Wiedniu, uzyskał tytuł doktora medycyny.
Od 1798 był wykładowcą w Szkole Głównej Koronnej, wykładał medycynę sądową i weterynarię. Pracował jako lekarz. Był prekursorem położnictwa na ziemiach polskich.
W 1809 w świeżo przyłączonym do Księstwa Warszawskiego Krakowie brał aktywny udział w repolonizacji krakowskiej uczelni i został kierownikiem katedry medycyny sądowej i policji lekarskiej. Dzięki jego staraniom rok później powstała biblioteka Wydziału Lekarskiego UJ.
W latach 1818–1826 Girtler był dziekanem Wydziału Lekarskiego. W latach 1821–1823 pełnił obowiązki rektora Uniwersytetu Jagiellońskiego. W latach 1823–1826 obowiązki rektora pełnił formalnie Józef Załuski, który był zwierzchnikiem wyższego szkolnictwa w całym Wolnym Mieście Krakowie, ale nieobecnego w Krakowie zwykle zastępował Girtler. W 1826 objął już oficjalnie fotel rektora i pełnił funkcję do 1831. W 1831 wycofał się z życia akademickiego, kończąc również długą karierę wykładowcy.
W latach 1821–1823 oraz 1826–1831 jako rektor UJ był równocześnie prezesem Towarzystwa Naukowego Krakowskiego.
Od 1831 był dożywotnim senatorem Rzeczypospolitej Krakowskiej. Zmarł w 1833 w Krzeszowicach, pochowano go w kościele farnym w Trzebini, dzieci ufundowały epitafium w kościele św. Anny w Krakowie.

## Życie prywatne
Był synem Jana Ewangelisty (1729–1800) i Barbary z Mączeńskich (1742–1818). Mąż Franciszki z domu Fuchs (1777–1858), z którą miał pięcioro dzieci, w tym Kazimierza (1804–1887) – jednego z najwybitniejszych pamiętnikarzy XIX wieku i Jakuba (1825–1887) – profesora i dziekana Wydziału Prawa Uniwersytetu Jagiellońskiego. Był bliskim przyjacielem i współpracownikiem Hugona Kołłątaja.